# 玉田芳史
玉田 芳史（たまだ よしふみ、1958年 - ）は、日本の政治学者。専門はタイ地域研究。京都大学名誉教授。タイ学会会長、東南アジア学会・アジア政経学会・比較政治学会の理事を歴任。

## 経歴
出生から修学期
1958年、岐阜県岐阜市で生まれた。岐阜県立岐山高等学校を経て、京都大学法学部に進学。1981年に卒業。京都大学大学院法学研究科（比較政治学専攻）に進み、1983年に修士課程を修了。
政治学者として
1987年、愛媛大学法文学部助手に採用された。1988年に同講師、1989年に同助教授昇格。1990年に京都大学東南アジア研究センター助教授に転じ、1998年に改称にともなって以降京都大学大学院アジア・アフリカ地域研究研究科助教授。2005年に教授昇格。同年1月、学位論文『民主化の虚像と実像：タイ現代政治変動のメカニズム』を京都大学に提出して法学博士号を取得。2023年に京都大学を退任し、名誉教授となった。

## 受賞・栄典
- 第20回大平正芳記念賞を受賞。『民主化の虚像と実像：タイ現代政治変動のメカニズム』に対して。

## 著作
単著
- 『民主化の虚像と実像：タイ現代政治変動のメカニズム』京都大学学術出版会(地域研究叢書) 2003
  - 英訳: Myths and Realities: The Democratization of Thai Politics, Kyoto: Kyoto University Press, 2008

共編著
- 『ニティ撰集』京都大学東南アジア研究センター 1999
- 『民主化とナショナリズムの現地点』玉田芳史・木村幹共編著、ミネルヴァ書房 2006
- 『タイ政治・行政の変革1991年～2006年』玉田芳史・船津鶴代共編著、アジア経済研究所 2008

訳書
- 『タイ：独裁的温情主義の政治』タック・チャルームティアロン著、玉田芳史訳、井村文化事業社(東南アジアブックス タイの社会) 1989